# Claire Tomalin

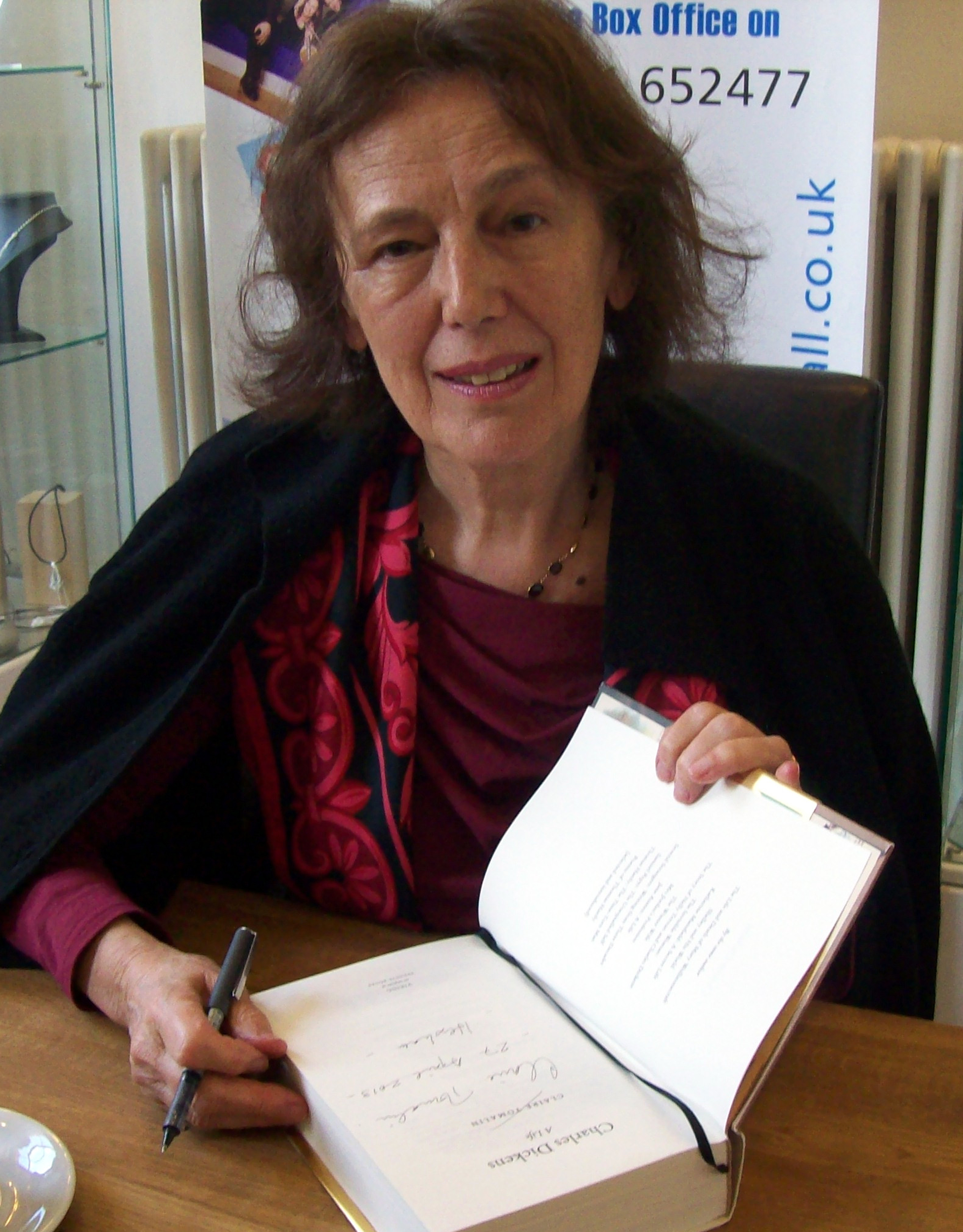
Claire Tomalin

Claire Tomalin, född Claire Delavenay 20 juni 1933 i London, är en brittisk författare av biografier och journalist. 
Tomalin studerade vid Newnham College, Cambridge. Hon har varit redaktör för litteratursidorna i New Statesman och The Sunday Times och har skrivit ett flertal biografier. 
Tomalins första man Nicholas Tomalin var journalist och dödades i det arabisk-israeliska oktoberkriget 1973; hon är nu gift med författaren och dramatikern Michael Frayn.